# 金叶树属
金叶树属（学名：Chrysophyllum）是山榄科下的一个属，为乔木植物。该属共有150种，分布于热带地区。